# 宁波市游泳健身中心
宁波市游泳健身中心，2020年宁波市体育发展中心成立后又称宁波市体育发展中心游泳馆，是浙江省宁波市的一座游泳馆，是宁波市八大文化设施之一，属于宁波市体育发展中心的一部分，于2001年7月24日开工:20，2004年7月18日启用，2004年10月1日正式开放，初期由美国西格集团运营，现由宁波市升腾体育发展有限公司运营，2021年进行整体提升工程。
宁波市游泳健身中心总占地面积30172平方米，建筑主体造型为水滴状，总建筑面积19656平方米，中心游泳馆内设50米×25米标准比赛池、25米×11米训练池，室外配套一个25米×25米跳水池，同时设有健美、健身、乒乓球等总面积达5000平方米的健身活动中心:509。